# Svea Norén
Svea Placida Mariana Norén, geb. Källström (* 5. Oktober 1895 in Stockholm; † 9. Mai 1985 in Lidingö) war eine schwedische Eiskunstläuferin, die im Einzellauf startete.
Svea Norén wurde 1913, 1915, 1917 und 1919 schwedische Meisterin im Eiskunstlauf der Damen. Sie nahm an drei Weltmeisterschaften teil, bei denen sie immer auf dem Podium stand. 1913 und 1923 gewann sie Bronze und 1922 Silber hinter Herma Szabó. Bei den Olympischen Spielen 1920 in Antwerpen wurde sie Olympiazweite hinter ihrer Landsfrau Magda Julin.

## Ergebnisse
| Wettbewerb / Jahr           | 1913 | 1914 | 1915 | 1916 | 1917 | 1918 | 1919 | 1920 | 1921 | 1922 | 1923 |
| --------------------------- | ---- | ---- | ---- | ---- | ---- | ---- | ---- | ---- | ---- | ---- | ---- |
| Olympische Spiele           |      |      |      |      |      |      |      | 2.   |      |      |      |
| Weltmeisterschaften         | 3.   |      |      |      |      |      |      |      |      | 2.   | 3.   |
| Schwedische Meisterschaften | 1.   |      | 1.   |      | 1.   |      | 1.   |      |      |      |      |